# Transizione vibrazionale
In fisica quantistica una transizione vibrazionale è un brusco cambiamento dell'energia vibrazionale. Come per tutte le altre proprietà di una particella quantistica, l'energia vibrazionale è quantizzata, intendendo con ciò che può assumere solo certi valori discreti che corrispondono a differenti stati energetici. Quando una particella perde un'unità di energia vibrazionale, nota come fonone, si dice che sia passata ad uno stato più basso di energia vibrazionale. Similarmente, quando una particella guadagna energia vibrazionale, si dice che è avvenuta una transizione vibrazionale positiva.
Le transizioni vibrazionali sono importanti in fisica a causa delle linee spettrali uniche che producono. Poiché esiste un salto netto di energia durante una transizione, deve essere assorbita o emessa della radiazione elettromagnetica di una particolare frequenza. Questa dà luogo a linee spettrali a frequenze che possono essere rilevate con uno spettrometro, come nella spettroscopia Raman o nella spettroscopia IR.
Le transizioni vibrazionali sono fortemente correlate all'accoppiamento fotone-fonone, un fenomeno che permette ad alcuni laser di essere sintonizzabili, come il laser Ti:zaffiro.

## Livelli energetici vibrazionali

### Molecole biatomiche
Nel caso di una molecola biatomica, per ogni configurazione elettronica in cui la molecola è stabile, si ha una curva dell'energia potenziale in funzione della distanza di separazione tra i nuclei che presenta un minimo in corrispondenza della distanza di equilibrio. In prossimità della distanza di equilibrio questa curva è approssimabile a una parabola, per piccole oscillazioni intorno alla posizione di equilibrio il moto è quindi armonico semplice e in accordo con la trattazione quantistica dell'oscillatore armonico semplice si avranno dei livelli energetici quantizzati con energia:
{\displaystyle E_{\nu }=(\nu +1/2)h\nu _{0}}dove {\displaystyle \nu =0,1,2,\dots } è il numero quantico vibrazionale e {\displaystyle \nu _{0}}la frequenza di vibrazione classica
{\displaystyle \nu _{0}={\frac {1}{2\pi }}{\sqrt {\frac {C}{\mu }}}}con {\displaystyle C} costante elastica e {\displaystyle \mu } massa ridotta del sistema

## Regole di selezione e transizioni vibrazionali
Le transizioni vibrazionali permesse per l'approssimazione armonica sono solo quelle con Δν=±1 dove ν è il numero quantico vibrazionale. Dal momento che in realtà le vibrazioni sono anarmoniche sono debolmente permesse anche transizioni con valori diversi di Δν.
Perché siano visibili in uno spettro IR le transizioni vibrazionali devono generare una differenza nel momento di dipolo della molecola (generare un momento di dipolo permanente). Perché siano visibili negli spettri Raman le molecole devono essere polarizzabili anisotropicamente.

## Transizione vibrorotazionale
Le transizioni vibrazionali si osservano spesso insieme a quelle rotazionali: infatti una transizione vibrazionale cambia la lunghezza di legame di equilibrio e di conseguenza il momento angolare della particella provocando una transizione rotazionale: si parla di transizione vibrorotazionale.